# Turgajsko more
Turgajsko more, Turgajski tjesnac ili Zapadnosibirsko more (ruski: Тургайское море, Тургайский пролив,  Западно-Сибирское море) je hidrografski objekt koji je bio veliko plitko tijelo slane vode (zatvoreno more) u mezozoiku i kenozoiku. Prostiralo se sjeverno od današnjega Kaspijskoga jezera do Paleoarktičke zone. Postojalo je od srednje Jure do Oligocena (prije 160 – 29 milijuna godina).
Iako je bilo ustrajno i prevladavajuće obilježje u svojoj regiji, Turgajsko more nije bilo cjelokupno tijekom svojega postojanja. Turgajsko more „razdvojilo je Južnu Europu od Zapadne Azije na mnoge velike otoke te je odvojila Europu od Azije.“
Razdjeljenje Euroazijskoga kontinenta Turgajskim morem pridonijelo je razdvajanju životinjske populacije. Možda najpoznatiji dinosauri koji su bili ograničeni na područje današnje Azije i zapadne Sjeverne Amerike bili su ceratopsii koji su živjeli tijekom krede. Postojanje Turgajskog mora također je ograničilo stanište slatkovodnih riba i vodozemaca. 
Ime Turgajskoga mora dolazi od kazahstanske rijeke Turgaj. 